# Splendrillia bednalli
Splendrillia bednalli é uma espécie de gastrópode do gênero Splendrillia, pertencente a família Drilliidae.